# Szentkirály (Bács-Kiskun vármegye)

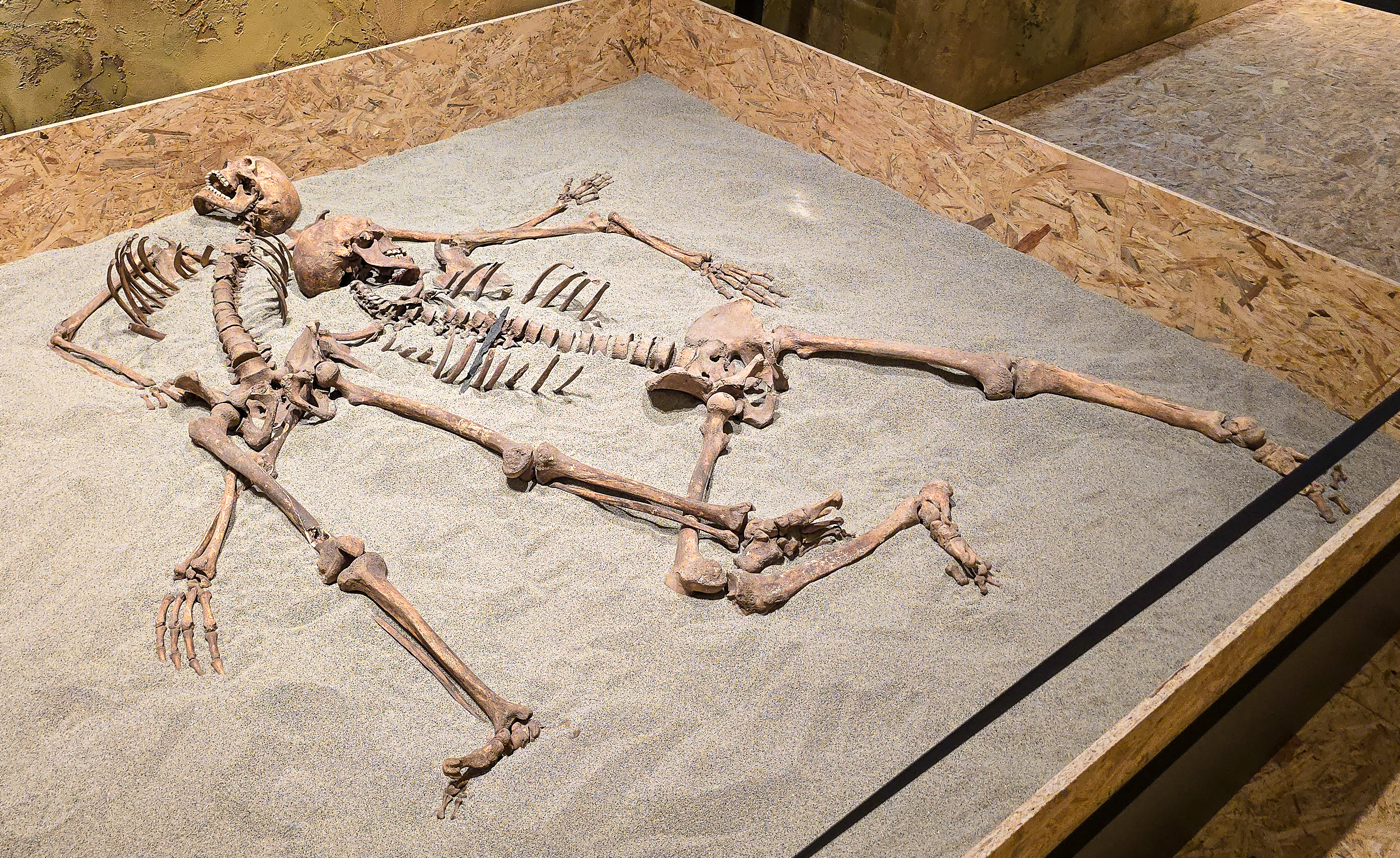
Harcban elesett avar kori férfiak lelete (2021) Szentkirály határából az Egy eltűnt nép nyomában c. kiállításról

Szentkirály község Bács-Kiskun vármegye Tiszakécskei járásában található.

## Fekvése
Szentkirály Bács-Kiskun vármegye északi határán, a Kiskunsági löszös hát peremén fekszik, nyugaton Kecskeméttel határos, központja mintegy 20 kilométerre van a megyeszékhelytől.

### Megközelítése
Lakott területén – annak északi részén – a 4623-as út vezet keresztül, belterületétől délre pedig a 4622-es út halad végig. Közigazgatási területének nyugati szélét érinti még a 4614-es út is, bár az ott jobbára változó állapotú, vagy teljesen burkolatlan mezőgazdasági útként húzódik.

## Története
A község 1952-ben jött létre Lászlófalva néven Kecskemétnek Alsószentkirály és Felsőszentkirály nevű külső részeiből.
1987 óta Szentkirály a település neve.

## Közélete

### Polgármesterei
- 1990–1994: Szabó Gellért (MDF)[3]
- 1994–1998: Szabó Gellért (Szentkirályi Vágó János Gazdakör [VJG])[4]
- 1998–2002: Szabó Gellért (VJG)[5]
- 2002–2006: Szabó Gellért (VJG)[6]
- 2006–2010: Szabó Gellért (VJG)[7]
- 2010–2014: Szabó Gellért (VJG)[8]
- 2014–2019: Szabó Gellért Gáspár (VJG)[9]
- 2019–2024: Szabó Gellért Gáspár (VJG)[10]
- 2024– : Szabó Gellért Gáspár (VJG)[1]

## Népesség
A település népességének változása:
| Lakosok száma | 1921 | 1923 | 1857 | 1833 | 1867 | 1854 | 1874 |
|               | 2013 | 2014 | 2018 | 2021 | 2022 | 2023 | 2024 |

A 2011-es népszámlálás során a lakosok 94,2%-a magyarnak, 0,2% cigánynak, 0,5% németnek, 2,5% románnak mondta magát (5,5% nem nyilatkozott; a kettős identitások miatt a végösszeg nagyobb lehet 100%-nál). A vallási megoszlás a következő volt: római katolikus 67,4%, református 16,3%, evangélikus 0,3%, görögkatolikus 0,2%, felekezeten kívüli 3,6% (11,6% nem nyilatkozott).
2022-ben a lakosság 93%-a vallotta magát magyarnak, 1,2% németnek, 0,5% cigánynak, 0,5% románnak, 0,1% bolgárnak, 0,1% lengyelnek, 2,9% egyéb, nem hazai nemzetiségűnek (6,6% nem nyilatkozott; a kettős identitások miatt a végösszeg nagyobb lehet 100%-nál). Vallásuk szerint 46,3% volt római katolikus, 12,9% református, 0,4% evangélikus, 0,3% görög katolikus, 0,2% ortodox, 0,3% egyéb keresztény, 0,7% egyéb katolikus, 6,7% felekezeten kívüli (32% nem válaszolt).

## Nevezetességei
- Szent István király szobra
- Római katolikus templom (1901)
- Református templom (1901)
- Szentkirályi Ásványvíz (többszörös világverseny győztes)
- Szentkirályi Tánccsoport (1992 óta)
- Jugglers of the Village (a falu zsonglőrei, 2008 óta[13])

## Külső hivatkozások
- Szentkirály az utazom.com honlapján